# Oxypoda leechi
Oxypoda leechi är en skalbaggsart som beskrevs av Lohse in Lohse, Klimaszewski och Ales Smetana 1990. Oxypoda leechi ingår i släktet Oxypoda och familjen kortvingar. Inga underarter finns listade i Catalogue of Life.